# All Light
All Light – pierwszy album studyjny południowokoreańskiej grupy Astro, wydany 16 stycznia 2019 roku przez wytwórnię Fantagio Music. Płytę promował singel „All Night” (kor. All Night (전화해)). Sprzedał się w nakładzie 126 721 egzemplarzy w Korei Południowej (stan na grudzień 2019 r.).
Główna piosenka z płyty zwyciężyła 29 stycznia 2019 roku w programie The Show.

## Lista utworów
| CD  | CD                                                           | CD                                                | CD                                       | CD                     | CD      |
| Nr  | Tytuł utworu                                                 | Tekst                                             | Kompozycja                               | Aranżacja              | Długość |
| --- | ------------------------------------------------------------ | ------------------------------------------------- | ---------------------------------------- | ---------------------- | ------- |
| 1.  | „Starry Sky”                                                 | Korangi, Munhanmiru, JinJin, Rocky                | Korangi, Moon Hanmiru                    | Korangi, ODD-CAT       | 2:58    |
| 2.  | „All Night” (kor. All Night (전화해) All Night (Jeonhwahae)) | Jo Yoon-kyung, JinJin, Rocky                      | LDN Noise, Kyler Niko                    | LDN Noise              | 3:43    |
| 3.  | „Moonwalk”                                                   | Jo Yoon-kyung, JinJin, Rocky                      | Choi Jin-seok, Jakob Mihoubi, Rudi Daouk | Choi Jin-seok          | 3:19    |
| 4.  | „Treasure”                                                   | ZUPITER (Flying Lab), 100%Seojeong, JinJin, Rocky | Lee Joo-hyung, Inner child (MonoTree)    | Inner child (MonoTree) | 3:29    |
| 5.  | „Role Play”                                                  | Mirror Boy, D.Ham, Munhanmiru                     | Mirror Boy, Munhanmiru                   | Mirror Boy, Munhanmiru | 3:13    |
| 6.  | „1 In A Million”                                             | Eastwest, Maxine, JinJin, Rocky                   | Eastwest, Yeul, Maxine, 91.6             | Eastwest, Yeul, 91.6   | 3:05    |
| 7.  | „Love Wheel”                                                 | Lee Mi So, ZNEE, JinJin, Rocky                    | David Amber, Andy Love                   | David Amber            | 3:29    |
| 8.  | „Heart Brew Love”                                            | Dr.JO, JinJin, Rocky                              | Obi Mhondera, Al Swettenham, Kyler Niko  | Geek Boy               | 3:32    |
| 9.  | „Merry-Go-Round”                                             | Eastwest, Maxine, ASTRO                           | Eastwest, Yeul, Maxine                   | Eastwest, Yeul         | 3:09    |
| 10. | „Pieona (Bloom)” (kor. 피어나 (Bloom))                       | JinJin, MJ, Rocky                                 | JinJin, MJ, Village                      | Kim Jin-hwan           | 3:43    |

## Notowania
| Lista                        | Pozycja |
| ---------------------------- | ------- |
| Gaon Weekly Album Chart      | 1       |
| Gaon Monthly Album Chart     | 3       |
| Billboard World Albums Chart | 6       |
| Five Music (Tajwan)          | 2       |